# Rosine Jozef Perelberg
Rosine Jozef Perelberg, auch Rosine Perelberg (geboren  1951 in Rio de Janeiro) ist eine britische Psychoanalytikerin sowie Fellow und Präsidentin der British Psychoanalytical Society, die als Gastprofessorin am University College in London tätig ist.

## Leben
Perelberg studierte Geschichte, Philosophie und Anthropologie an der Universität von Rio de Janeiro und schloss ihr Studium mit einem Master in Sozialanthropologie ab. Sie bildete sich zur Familientherapeutin weiter und arbeitete 10 Jahre lang beim Marlborough Family Service (UCH). Ihre Doktorarbeit (Ph.D.) schrieb sie 1983 an der London School of Economics and Political Science. Anschließend absolvierte sie eine psychoanalytische Ausbildung bei der British Psychoanalytical Society. Gemeinsam mit Monique Cournut und Chantal Lechartier-Atlan von der „Société Psychanalytique de Paris“ leitete sie rund 15 Jahre lang das britisch-französische Kolloquium über Sexualität. 1991 gehörte sie zu den Gewinnern des „Cesare Sacerdoti-Preises“. Sie wurde vom brasilianischen Nationalen Frauenrat zu einer der zehn Frauen des Jahres 2006 gekürt. Im Jahr 2019 erhielt sie für ihr Buch Psychic Bisexuality: A British-French Dialogue den Buchpreis der American Board & Academy of Psychoanalysis.
Des Weiteren ist sie Mitglied der International Psychoanalytic Association, korrespondierendes Mitglied der Société Psychanalytique de Paris sowie eines der Gründungsmitglieder des „Institute of Family Therapy“ in London. Als Gastprofessorin hält sie Vorlesungen in der Abteilung für Psychologie und Sprachwissenschaften (PALS) am University College in London.

## Publikationen (Auswahl)
Perelberg verfasste mehrere Bücher:
- As fronteiras do silêncio. Rio de Janeiro 1980, OCLC 7276229 (portugiesisch, Masterarbeit).
- Family and mental illness in a London borough. London School of Economics and Political Science, London 1983, OCLC 1000845725 (englisch, Promotionsschrift).
- Freud: a modern reader. John Wiley & Sons, Chichester 2005, ISBN 0-470-71373-9.
- Murdered father, dead father: revisiting the Oedipus complex. Routledge, Taylor & Francis Group, London / New York 2015, ISBN 978-1-317-52750-3.
- Sexuality, excess, and representation: a psychoanalytic clinical and theoretical perspective. Oxon, Abingdon 2020, ISBN 978-1-00-043917-5.